# Mescalandugue
Mescalandugue (em sumério: 𒈩𒌦𒄭; romaniz.: MES-KALAM-DUG; lit. "Herói das boas terras") foi um dos primeiros monarcas da primeira dinastia de Ur durante o século XXVI a.C. Apesar de não ser mencionado na Lista dos reis da Suméria, ele é conhecido por um selo cilíndrico encontrado no Cemitério Real de Ur, uma inscrição de conta real encontrada em Mari, ambas mencionando-o como rei, e possivelmente seu túmulo, túmulo PG 755 no Cemitério Real de Ur.
Foi sugerido que Puabi pode ter sido sua segunda rainha.

## Inscrições

### Inscrição de lápis-lazúli

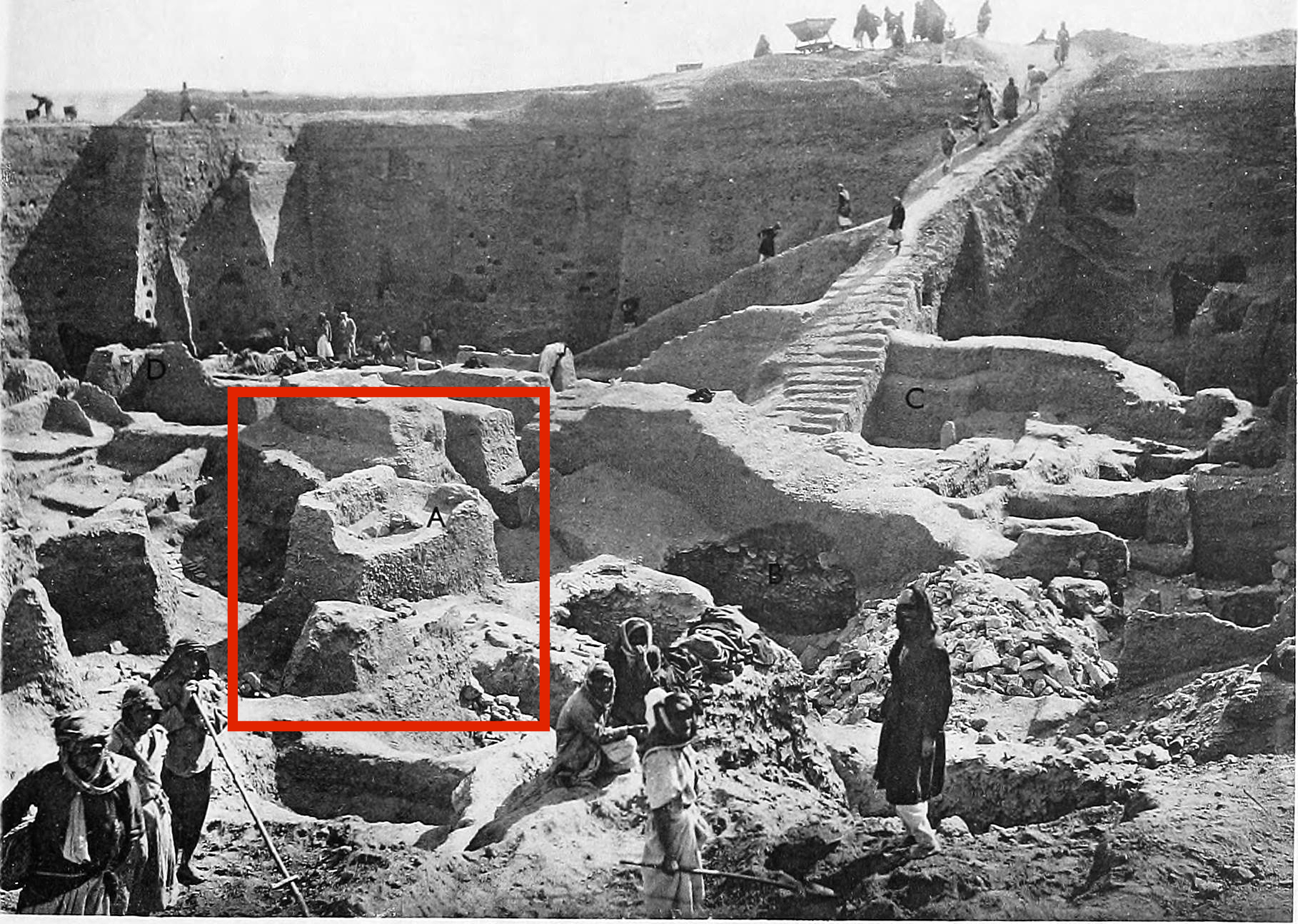
Túmulo de Mescalandugue encontrado por arqueólogos em 1924.

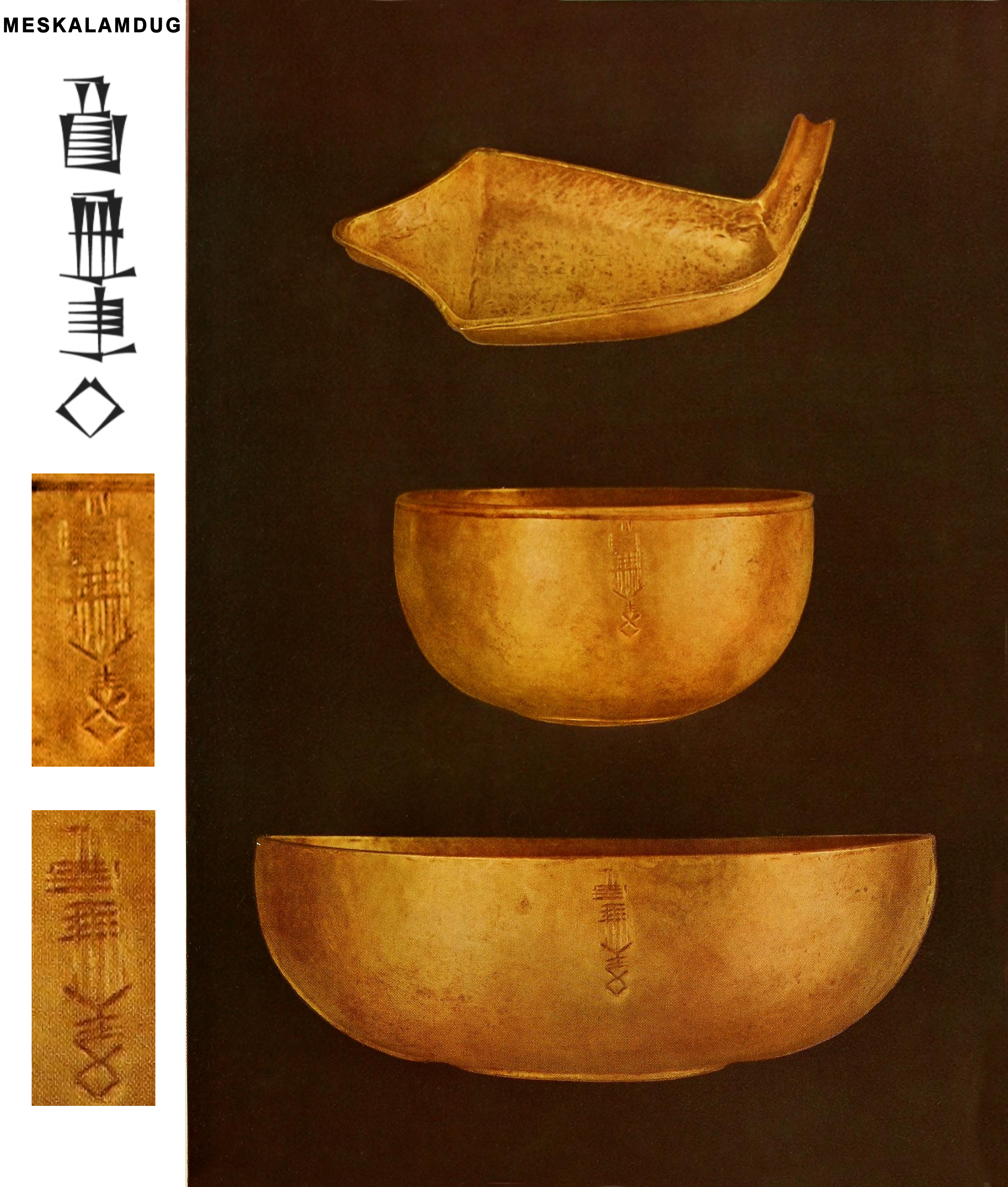
Tigelas douradas com inscrições encontradas na tumba de Mescalandugue (PG 755). A inscrição diz seu nome em sumério (𒈩𒌦𒄭; Meskalamdug).

A partir de uma inscrição de lápis-lazúli encontrada em Mari, é possível saber que Mescalandugue havia recebido título de "rei de Quis" e que foi pai de Mesanepada, identificado como o fundador da primeira dinastia na Lista dos reis da Suméria. No entanto, um vaso do túmulo do jovem foi inscrito com nome de Ninbanda, que tem uma identificação problemática. Ela recebia um título de rainha, mas não se sabe se foi esposa de Mescalandugue ou de Mesanepada, conforme relatado no selo encontrado nos escombros que separavam os sepultamentos anteriores e posteriores em Ur. Se Mescalandugue fosse realmente filho de Mesanepada e Ninbanda, teria que presumir que ele foi enterrado com um legado de seu avô.

### Capacete de guerra

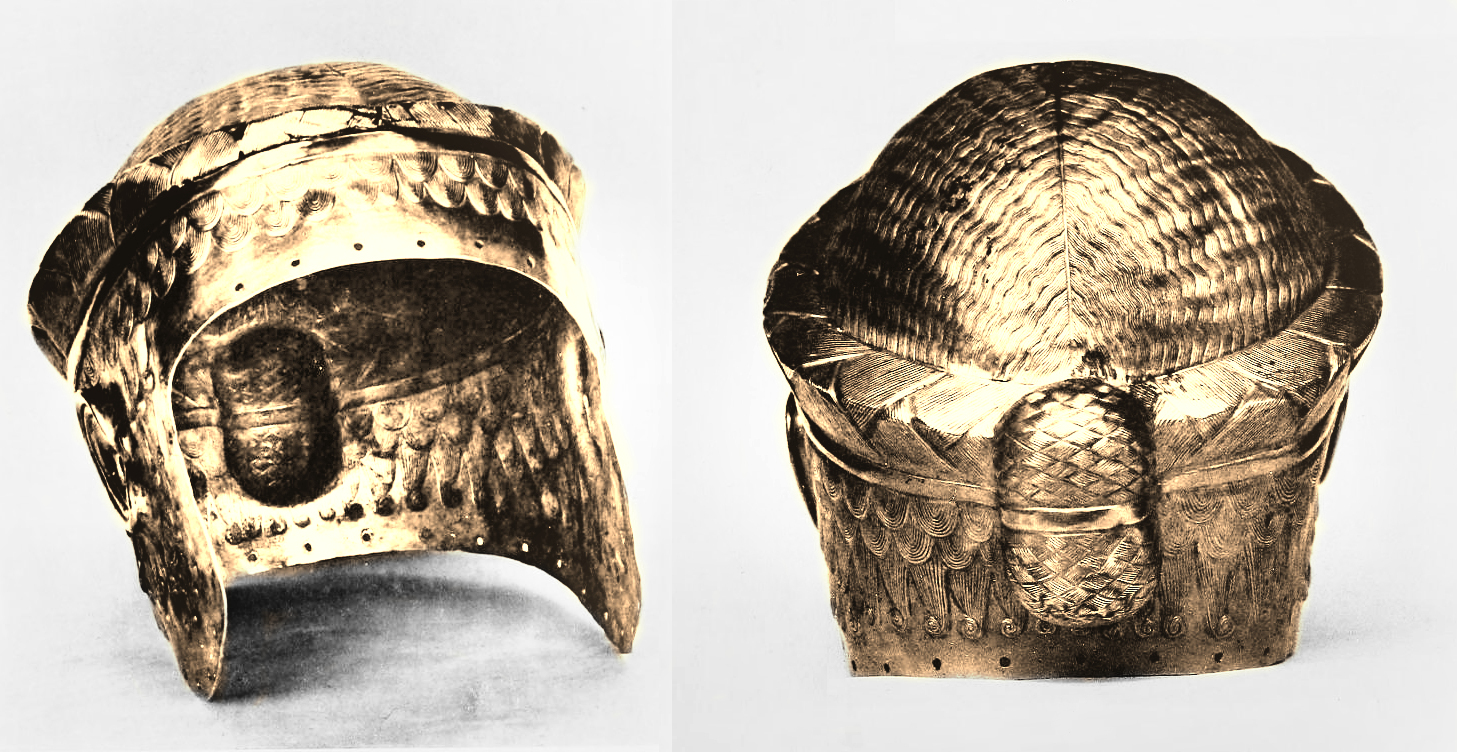
Detalhe do capacete de guerra de Mescalandugue.

O capacete de guerra de Mescalandugue foi um artefato encontrado no Cemitério Real de Ur. Descobriu-se que este túmulo pertencia a um patesi de Ur com o nome de Mescalandugue. O túmulo do rei foi descoberto em 1924 pelo arqueólogo britânico Leonard Woolley. Esta sepultura foi inicialmente nomeada como PG 755. Dentro da sepultura, Woolley descobriu um esqueleto que foi enterrado com vários bens na sepultura. O esqueleto pertencia a um homem que provavelmente tinha menos de 30 anos na época da morte. O homem era forte e tinha cerca de 1,7 m de altura.
Foi estabelecido que o selo foi inscrito para um homem com o nome de Mescalandugue, que tinha o título de lugal. Alguns sugeriram que o Mescalandugue em PG 755 e aquele mencionado nas inscrições fora dessa sepultura são dois indivíduos diferentes, sendo o primeiro um neto menos ilustre do último.